# 상북면 (울주군)
상북면(上北面)은 대한민국 울산광역시 울주군의 면이다.

## 역사
- 1914년 3월 1일에 언양군이 폐지되고 울산군에 편입하여 울산군 상남면, 하북면이 되었다.
- 1914년 4월 1일 상남면 7개리, 하북면 5개리로 개편하였다.[1]
- 1928년 4월 1일 상남면(上南面)과 하북면(下北面)을 상북면(上北面)으로 통합하고, 면사무소는 종전의 하북면사무소(산전리 549번지)에 두었다.
- 1952년 4월 25일 지방 선거가 시행되고 초대 상북면의원 12명이 선출되었다.
- 1961년 9월 1일 상북면의회가 해산되었다.
- 1962년 6월 1일 울산군 일부에 울산시가 설치되면서 울주군 상북면이 되었다.
- 1973년 7월 1일 두서면 소호리를 편입하였다.
- 1995년 1월 1일 울산시·울산군 통합으로 울산시 울주구 상북면이 되었다.
- 1997년 7월 15일 울산시가 울산광역시로 승격하면서 울산광역시 울주군 상북면이 되었다.
- 2001년 11월 면청사를 산전리 458번지(현위치)로 신축 이전하였다.
- 2015년 5월 14일 등억리가 등억알프스리로 이름이 변경되었다.[2]

## 행정 구역
상북면은 13개 법정리와 22개 행정리, 88개 반으로 구성되어있다. 인구는 2015년 12월 31일 기준으로 3,844세대 8,485명이다. 면소재지는 산전리이다.
| 법정리       | 한자         | 행정리 | 세대  | 인구  |
| ------------ | ------------ | ------ | ----- | ----- |
| 산전리       | 山前里       | 2개    | 376   | 705   |
| 지내리       | 池內里       | 2개    | 180   | 393   |
| 향산리       | 香山里       | 2개    | 380   | 923   |
| 천전리       | 川前里       | 2개    | 569   | 1,486 |
| 등억알프스리 | 登億알프스里 | 1개    | 253   | 495   |
| 명촌리       | 鳴村里       | 1개    | 99    | 303   |
| 길천리       | 吉川里       | 3개    | 284   | 611   |
| 거리         | 巨里         | 1개    | 184   | 344   |
| 양등리       | 楊等里       | 1개    | 112   | 212   |
| 궁근정리     | 弓根亭里     | 3개    | 704   | 1,538 |
| 소호리       | 蘇湖里       | 1개    | 220   | 506   |
| 덕현리       | 德峴里       | 2개    | 317   | 695   |
| 이천리       | 梨川里       | 1개    | 166   | 274   |
| 상북면       | 上北面       | 22개   | 3,844 | 8,485 |

## 교육 기관
- 울산경의고등학교
- 울산과학고등학교
- 상북중학교
- 상북초등학교
  - 상북초등학교 소호분교[3]

## 교통

### 도로
현재 고속도로 노선은 없지만 2019년에 함양울산고속도로 밀양~울산 구간이 개통하면 이천리에 배내골 나들목이 개설될 예정이다.
국도는 국도 제24호선(울밀로)이 지나며 언양읍, 남구와 밀양시를 연결한다. 그 외에 국가지원지방도 제69호선과 지방도 제921호선이 상북면을 지난다.

## 상북면의회
상북면의회는 1952년부터 1961년까지 존속한 대한민국의 지방의회이다.
- 1952년 4월 25일 초대 면의원 선거 실시, 상북면의원 12명(대한독립촉성국민회3+대한청년단4+무소속5)이 선출되었다.
- 1956년 8월 8일 2대 면의원 선거 실시, 상북면의원 11명(자유당11)이 선출되었다.
- 1960년 12월 12일 3대 면의원 선거 실시, 상북면의원 11명이 선출되었다.
- 1961년 9월 1일 군사 정권에 의해 강제해산되었다.